# Træfpunkt 0059
Træfpunkt 0059 er en telefonitjeneste, der blev oprettet af den daværende Tele Danmark i 1980'erne. Tjenesten gør det muligt for op til seks personer ad gangen at tale sammen anonymt på en fælles linje. Tjenesten har gennem årene haft forskellige navne, men "træfpunkt" og/eller "59" har altid indgået i navnet.
Tjenesten kunne oprindeligt nås på nummeret 0059 i en tid, hvor specialtjenester typisk havde et firecifret nummer. Tjenesten blev hurtigt populær, men snart også for nogle telefonabonnenter, idet nogle personer brugte den så meget, at deres telefonregninger blev ekstraordinært høje. Tjenesten har gennem tiden også været baggrund for alvorlige forbrydelser, når ensomme personer derigennem har mødt og sidenhen er blevet ofre for personer med forbryderiske tendenser eller hensigter.
Tilsvarende tjenester findes også i andre lande, fx Sverige i form af "Heta linjen" fra Televerket, der opstod ved en fejl hos værket, men snart blev institutionaliseret.
Om tjenesten blev der tidligt skrevet sange, blandt andet "0059", som blev indspillet af Bjarne Liller, først udsendt på albummet Byen springer ud (1985).